# Walther-Arndt-Preis
Der Walther-Arndt-Forschungspreis ist ein seit 1991 im zweijährlichen Zyklus vergebener Wissenschaftspreis. Er ist mit 5.000 € (Stand: 2025) dotiert und wird von der Deutschen Zoologischen Gesellschaft an  Nachwuchswissenschaftler verliehen. Der Preis ist nach dem Zoologen und Mediziner Walther Arndt benannt.

## Preisträger
- 1991: Rüdiger Paul – System- und stoffwechselphysiologische Untersuchungen über das Atmungs- und Kreislaufsystem von Spinnentieren
- 1993: Reinhard Blickhan – Biomechanik der axialen aquatischen und der pedalen terrestrischen Lokomation
- 1995: Berthold Hedwig – Untersuchungen zu den neuralen Grundlagen der Lautverarbeitung und der Lauterzeugung von Feldheuschrecken
- 1997: Karl-Heinz Tomaschko – Ecdysteroide in Pantopoden: Hormone als interspezifische Botenstoffe
- 1999: Michael Brand – Genetische und molekulare Mechanismen der Entwicklung des peripheren und zentralen Nervensystems
- 2003: Martin Göpfert – Biophysikalische, molekulare und neurobiologische Mechanismen der peripheren Schallverarbeitung in Insekten-Hörorganen
- 2005: Angelika Stollewerk – Neurogenese bei basalen Arthropoden
- 2007: Oliver Krüger – Life history Strategien von Raubvögeln
- 2009: Barbara Helm – Ornithologie, Chronobiologie und quantitative Genetik
- 2011: Walter Salzburger – Explosive Artbildung und adaptive Radiation
- 2013: Sylvia Cremer – Soziale Immunität bei Ameisen
- 2015: Mirjam Knörnschild – Vokalisation und Lernen bei Fledermäusen
- 2019: Nico Posnien – Evolutionäre Entwicklungsbiologie
- 2021: Linda Weiss – Neuronale und zelluläre Grundlagen der räuberinduzierten phänotypischen Plastizität
- 2023: Sophie Armitage – Determinanten pathogener Virulenz aus der Perspective der Evolution
- 2025: Anna Stöckl – Neuroethologie